# Chang quan
Le chang quan (chinois simplifié : 长拳 ; chinois traditionnel : 長拳 ; pinyin : cháng quán ; litt. « poing long »), ou encore, taizu chang quan (太祖长拳, tàizǔ cháng quán, « pong long du fondateur » est un style traditionnel des arts martiaux chinois, du nord de la Chine. Elle a été construite et enseignée essentiellement dans la communauté musulmane des Hui.
Elle se caractérise par ces nombreux coups de pied sautés, l'allongement des postures et des mouvements. Cette boxe réclame de la part du pratiquant des qualités gymniques (souplesse et tonus).
Il ne faut pas confondre ce style avec plusieurs enchaînements du Shaolin quan traditionnel qui portent ce nom, ni avec les versions modernes du Shaolin quan.
En 1956 la Commission nationale d'éducation physique (Guojia Ti Wei) réalise une synthèse de plusieurs boxes du nord de la Chine afin de créer une boxe plus sportive. Cette boxe fut appelée chang quan (« long poing » ou « boxe longue »). Ce chang quan moderne se voulait une synthèse officielle de plusieurs boxes chinoises : cha quan, hua quan, pao quan et hong quan, etc. , toutes choisies pour leurs qualités gymniques (tonicité, étirement) et chorégraphiques. Cette boxe sert de base à l'ensemble des écoles de wushu moderne dépendantes des institutions sportives régionales ou nationale.